# ピュロス (ギリシャ)
ピュロス（希:Πύλος,英：Pylos）は、ギリシャのペロポネソス半島南西、メッセニアにある都市。「ピュロス」は古代の再建音に基づく表記で、正しくはピロスである。
1939年から1952年にかけて、アメリカ人カール・ブレーゲンによってミケーネ文明の遺跡が発掘された。この遺跡はミケーネ文明に特徴的な建築様式であるメガロンがある。未解読文字を記した大量の粘土板がアーサー・エヴァンズによって発見され、線文字A及び線文字Bと名付けられたが、エヴァンズは未解明のミノア文明独自の言語であると考え解読を諦めていた。1953年、マイケル・ヴェントリスとジョン・チャドウィックが線文字Bで書かれている粘土板にはミケーネ・ギリシャ語(古代ギリシア語の古形)の文章が書かれていることを解読することに成功した。
ギリシア神話において、ネストル王の領地（en:Palace of Nestor）としても有名である。
ペロポネソス戦争前期にはアテナイ軍が付近に砦を築いてメッセニア一円からの農奴の逃亡を誘い、これを攻めに来たスパルタ市民軍を逆に海上封鎖で孤立させて投降に追い込むという有名な事件の舞台となった。